# جنگل ۲ جنگل
جنگل ۲ جنگل (انگلیسی: Jungle 2 Jungle) فیلمی در ژانر کمدی به کارگردانی جان پسکوئن است که در سال ۱۹۹۷ منتشر شد.

## بازیگران
- تیم آلن
- مارتین شورت
- سم هانتیگتون
- لولیتا داویدوویچ
- دیوید اوگدن استایرس
- جوبت ویلیامز
- والری ماهافی
- لیلی سوبیسکی
- دومینیک کیتینگ